# 夏目漱石 非西洋の苦闘
『夏目漱石 非西洋の苦闘』（なつめそうせき ひせいようのくとう）は、比較文学の研究者平川祐弘の評論である。1973年に『新潮』に発表された2編と1976年に『すばる』に発表された評論を集めたもので、1976年、新潮社から出版された。著者は自らも留学経験を持ち、森鴎外の留学を軸にした評論『和魂洋才の系譜』を執筆した。本書の後、ラフカディオ・ハーンの研究書や『漱石の師、ジェームズ・マードック』などの著作も執筆する。夏目漱石にとっての西洋文明社会、西洋文学とが論じられ、後進国から先進国に留学した知識人のコンプレックスや、俳句と英詩の伝統の違いなどが論じられる。

## 書誌情報
- 『夏目漱石―非西洋の苦闘』平川 祐弘 (著)、新潮社 (1976)
- 『夏目漱石―非西洋の苦闘 (講談社学術文庫 (995))』平川 祐弘 (著)、 講談社 (1991/11) ISBN 4061589954